# Modelare matematică
Modelarea matematică este descrierea unui sistem utilizând concepte și termeni matematici. Este folosită atât în domeniul științelor naturale cât și în ingineria industrială și economică. Din procesul unei modelări matematice trebuie să rezulte un model matematic al cazului (situației) studiat, model folosibil în luarea de decizii tehnice sau economice.
Un model matematic cantitativ al unui fenomen constă de obicei din ecuații matematice (algebrice, transcendente și diferențiale, uneori chiar integrale sau integrodiferențiale) obținute pe baza unor ipoteze de lucru. Modelarea matematică este un domeniu fundamental al [[matematicii inginerești. 